# Ortonormal
Un conjunto de vectores es ortonormal si es un conjunto ortogonal y la norma (o módulo) de cada uno de sus vectores es igual a 1. Esta definición solo tiene sentido si los vectores pertenecen a un espacio vectorial en el que se ha definido un producto interno, como sucede en los espacios euclídeos En, donde el producto interno puede definirse en términos de distancias y proyecciones perpendiculares de vectores. 
Se pueden dar varios ejemplos:
- En el espacio euclídeo tridimensional {\displaystyle E^{3}=(\mathbb {R} ^{3},\cdot )}, el conjunto S = {e1, e2, e3} formado por los tres vectores e1 = (1,0,0), e2 = (0,1,0) y e3=(0,0,1) es un conjunto ortonormal.
- En espacios vectoriales más abstractos, donde pueda definirse más de un producto interno, un conjunto podría ser ortonormal respecto al primer producto interno, pero no ser ortonormal respecto al segundo producto interno.
- En mecánica cuántica, un estado puro de un sistema es una combinación lineal de un conjunto no finito de vectores ortonormales.

## Ortonormalización
Dada una base ortogonal de un espacio, es trivial hallar una base ortonormal a partir de la primera dividiendo cada vector de la base ortogonal original por el valor de su norma.
Más aún, dada una base cualquiera, no necesariamente ortogonal, de un espacio vectorial de dimensión finita, existe un procedimiento algorítmico sencillo que permite hallar una base ortonormal a partir de una base original, llamado procedimiento de ortogonalización de Gram-Schmidt.